# Solenura feretrius
Solenura feretrius är en stekelart som först beskrevs av Walker 1846.  Solenura feretrius ingår i släktet Solenura och familjen puppglanssteklar. Inga underarter finns listade i Catalogue of Life.